# La Voz de Córdoba
La Voz de Córdoba fue un periódico español publicado en la ciudad de Córdoba entre 1981 y 1984.

## Historia
El diario fue fundado en 1981 por promotores cercanos a la órbita del Partido Socialista Obrero Español (PSOE). Inicialmente estuvo dirigido por el periodista Francisco Solano Márquez. La Voz de Córdoba surgió en un territorio que durante toda la Dictadura franquista había estado dominado casi en exclusividad por el Córdoba, diario perteneciente a la Cadena de Prensa del Movimiento. A pesar de la novedad, tuvo una corta existencia y sólo fue publicado durante varios años. En 1984 los propietarios de La Voz se hicieron con el control de su principal competidor —el Córdoba— mediante subasta pública. Tras ello se decidió clausurar el periódico, que desapareció ese mismo año. Su último número vio la luz el 13 de mayo de 1984.